# Abbaye de Mauléon
Pour les articles homonymes, voir Mauléon.
L'abbaye de Mauléon ou abbaye de la Trinité de Mauléon est une abbaye située à Mauléon dans le département des Deux-Sèvres.

## Histoire de l'abbaye

### Fondation
Elle a été fondée à la fin du XIe siècle et devient le plus important centre religieux de ce territoire.

### Évolution du statut
L'abbaye de la Trinité de Mauléon appartient dès sa fondation à l'ordre de saint Augustin, et ce jusqu'en 1540. 
En 1660, l’abbaye de la Trinité de Mauléon est rattachée à la Congrégation de France (les génovéfains) et dépend alors de l’abbaye Sainte-Geneviève de Paris.
En 1806, l'abbaye perd son dernier prieur.

### Guerres, pillages et destructions
Elle est pillée plusieurs fois à la fin du XVIe siècle durant les guerres de Religion.
Elle est restaurée au XVIIe siècle, puis reconstruite au XVIIIe siècle.
L'abbaye de la Trinité sera ruinée par la Révolution puis les guerres de Vendée.

### Perte de la fonction religieuse
Vendue comme bien national, elle est rachetée en 1813 par la commune de Châtillon-sur-Sèvre pour y installer à la fois l'hôtel de ville, le palais de justice, la gendarmerie et un « asile pour enfants » tenu par les sœurs de la Sagesse.

## Architecture de l'abbaye
L'abbaye de la Trinité est construite en granit, la pierre locale. 
Les frères cardinaux d'Escoubleau de Sourdis, Henri et François, la restaurent puis la reconstruisent suivant un plan en U. Elle comportait une façade de plus de 65 mètres de long. 
Elle est de style néo-gothique. Le premier niveau est percé de grandes baies éclairant un grand couloir qui autrefois servait de corridor qui rappelle le cloître. Le second niveau possède aussi de belles fenêtres à bordure de pierres en saillie. Un joli balcon en fer forgé décore.

### L’église abbatiale
Les sœurs de la Sagesse ont fondé une petite chapelle néo-gothique au XIXe siècle.

### Les bâtiments monastiques
Ils sont à deux niveaux percés de grandes baies.
On peut encore apercevoir le blason du duc de Châtillon, surmonté de la couronne ducale et du collier de l'Ordre du Saint Esprit au niveau de l'entrée principale.

## Activité
Actuellement l'ancienne abbaye abrite l'hôtel de ville et la poste qui a pris la place de l'ancienne gendarmerie.
Le musée du BRHAM a pris la place de « l'asile pour enfant ».